# 四條畷市立岡部小学校
四條畷市立岡部小学校（しじょうなわてしりつ おかべしょうがっこう）は、大阪府四條畷市にある公立小学校。
地域の児童数の増加により、四條畷市立四條畷小学校と四條畷市立忍ヶ丘小学校の校区を再編し、1977年（昭和52年）に新設開校した。

## 通学区域
- 四條畷市 中野本町、岡山1丁目（一部）、岡山2丁目（一部）、岡山5丁目、砂1丁目～4丁目、蔀屋新町（一部）、西中野1丁目～3丁目
卒業生進学先：四條畷市立四條畷西中学校

## 交通
- 片町線（学研都市線） 忍ケ丘駅。